# Enrique Zúñiga
Enrique Alejandro Zúñiga Castro es un exbaloncestista y actualmente entrenador de baloncesto nacido el 7 de julio de 1976 en Guadalajara, Jalisco. Actualmente es entrenador de los Gambusinos de Fresnillo de la Liga Nacional de Baloncesto Profesional de México.